# Letalonosilke razreda Queen Elizabeth
Letalonosilki razreda Queen Elizabeth je razred dveh velikih nejedrskih superletalonosilk, ki jih namerevajo zgraditi v Združenem kraljestvu za potrebe Kraljeve mornarice -  (Royal Navy). Prva HMS Queen Elizabeth (R08) naj bi bila lansirana julija 2014 in naj bi bila povsem opertivna leta 2020.
Pogodbo za letalonosilke so oznanili 25. julija 2007 in jo podpisali 2. julija 2008 po prestrukturiranju britanske vojaške ladijske industrije.
Letalonosilka naj bi sprva imela izpodriv 65 000 ton, potem so ga povečali na 70 600 ton. Ameriške jedrske letalonosilke razreda Nimitz imajo izpodriv okoli 100 000 ton, letalonosilke razreda Invincible, ki jih bosta nadomestili pa okrog 20 000 ton. Zaradi cene so izbrali nejedrski pogon.
Britanski letalonosilki bosta 280 metrov dolgi in vsaka bo imela kapaciteto okrog 40 letal oziroma največ 50. Bosta največji ladji kdajkoli zgrajeni za Kraljevo mornarico. Cena programa je okrog £6,2 milijard.
Letalonosilki bosta uporabljali letala konfiguracije STOVL - kar pomeni kratek vzlet in vertikalni pristanek. Uporabljali bodo letala Lockheed Martin F-35B. Britanci so tudi razmišljali v verziji F-35C, ki bi uporabljala katapult in pristanek z zaviralno žico - t. i. CATOBAR, vendar naj bi bila ta precej dražja. Za lažji vzlet bosta na voljo skakalnici - "ski jump".

## Specifikacije
- Ime: Queen Elizabeth
- Graditelji: BAE Systems Surface Ships; Thales Group; Babcock Marine
- Operator: Kraljeva mornarica
- Cena: £6,2 milijard za obe ladji
- V uporabi od: 2020
- Število ladij: 2

- Tip ladje: letalonosilka
- Izpodriv: 70 600 ton (69 500 dolgih ton; 77 800 kratkih ton)
- Dolžina: 280 m (920 ft)
- Širina: 39 m (128 ft) (na gladini vode), največ 70 m (230 ft)
- Izpodriv: 11 m (36 ft)

- Pogon: Skupaj nameščeno 150 000 KM (112 MW)
- 2x Rolls-Royce Marine Trent MT30 36 MW (48 000 KM) plinski turbini
- 4x Wärtsilä dizelski motorji (2x 9 MW (12 000 Km) & 2x 11 MW (15 000 KM))
- 4x indukcijski motorji Converteam (vsak 20MW), ki poganjata dva propelerja s fiksnim krakom

- Hitrost: čez 25 vozlov (46 km/h; 29 mph)
- Doseg: 	10 000 navtičnih milj (19 000 km; 12 000 milj)
- Posadka: 679 (ladijska posadka), skupno 1600 ležišč

- Oborožitveni sistemi:
- S1850M radar z dolgim dosegom
- Type 997 Artisan 3D radar s srednjim dosegom
- Ultra Electronics Series 2500 Electro Optical System (EOS)
- Glide Path Camera (GPC)

- Orožje:
- vsaj trije sistemi Phalanx CIWS (za zadnjo linijo obrambe=
- več 30 mm topov

- Število zrakoplov:  40 (največ 50)
- F-35B Lightning II
- Chinook
- AgustaWestland Apache
- Merlin
- Lynx Wildcat
- Merlin Crowsnest AEW